# Mayuko Yamashita
Mayuko Yamashita (japanisch 山下 真由子, * 1995) ist eine japanische Mathematikerin und mathematische Physikerin. Ihre Forschung kombiniert die Bereiche der Algebraischen Topologie, Differentialkohomologie und Quantenfeldtheorie. Sie ist Professorin an der Universität Kyōto.

## Ausbildung und Karriere
Yamashita nahm an der Internationalen Mathematikolympiade 2013 teil, bei der sie eine Silbermedaille gewann. Sie erhielt 2019 einen Masterabschluss in Mathematik von der Universität Tokyo. Ihren Doktorgrad verlieh ihr 2022 die Universität von Kyoto. Ihre Dissertation,  Differential models for the Anderson dual to bordism theories and invertible QFTs, wurde von Yasuyuki Kawahigashi betreut.
Bereits 2019 wurde Yamashita Assistenzprofessorin am Research Institute for Mathematical Sciences der Universität Kyōto. 2023 wurde sie dort zur Assoziierten Professorin befördert.

## Preise und Auszeichnungen
Yamashita war 2021 Trägerin des Takebe Katahiro Prize for Encouragement of Young Researchers der Mathematischen Gesellschaft Japans. 2022 wurde sie mit dem Grand Prize des Marie Sklodowska Curie Awards der Japan Science and Technology Agency „für ihre Beiträge zu Anwendungen der Mathematik in der Elementarteilchenphysik“ ausgezeichnet. Sie war 2024 Preisträgerin des Maryam Mirzakhani New Frontiers Prize, in Verbindung mit dem Breakthrough Prize in Mathematik, „für Beiträge zur mathematischen Physik und Indextheorie“. Ebenfalls 2024 wurde Yamashita mit dem Dannie-Heineman-Preis der Akademie der Wissenschaften zu Göttingen ausgezeichnet.